# Hauptbahnhof (metrostation Berlijn)
Voor de U-Bahn (metro) is onder het station Berlin Hauptbahnhof een apart station aangelegd. Het station wordt bediend door lijn U5.
Op 8 augustus 2009 opende het station als een terminus van een kleinere pendellijn U55. Deze opereerde met enkelsporige bediening van Berlin Hauptbahnhof tot aan het station Brandenburger Tor, met als tussenstation Bundestag. Dat de opening van deze tijdelijke lijn pas in 2009 volgde, lag aan de laattijdige voltooiing van het station Brandenburger Tor.
Van bij aanvang was voorzien van dit station de terminus van lijn U5 te maken, maar de hiertoe noodzakelijke metrolijnverbinding tussen Brandenburger Tor en Alexanderplatz ontbrak. Vanwege geldgebrek kwam de bouw van de nieuwe metrolijn door het centrum stil te liggen. Op 4 december 2020 werd het ontbrekende traject in gebruik genomen, ging lijn U55 op in lijn 5 die vanaf die datum over het hele traject dubbelsporig werd bediend en telde het centrum van Berlin Mitte vanaf dan drie nieuwe metrostations, te weten Unter den Linden, Museumsinsel en Rotes Rathaus.

Hauptbahnhof .
Bundestag ·
Brandenburger Tor ·
Unter den Linden  ·
Museumsinsel ·
Rotes Rathaus ·
Alexanderplatz     · 
Schillingstraße · 
Strausberger Platz · 
Weberwiese · 
Frankfurter Tor · 
Samariterstraße · 
Frankfurter Allee  · 
Magdalenenstraße · 
Lichtenberg   · 
Friedrichsfelde · 
Tierpark · 
Biesdorf-Süd · 
Elsterwerdaer Platz · 
Wuhletal  · 
Kaulsdorf-Nord · 
Kienberg (Gärten der Welt) · 
Cottbusser Platz · 
Hellersdorf · 
Louis-Lewin-Straße · 
Hönow